# Saint-Maurice, Puy-de-Dôme
Saint-Maurice är en kommun i departementet Puy-de-Dôme i regionen Auvergne-Rhône-Alpes i centrala Frankrike. Kommunen ligger i kantonen Vic-le-Comte som tillhör arrondissementet Clermont-Ferrand. År 2022 hade Saint-Maurice 990 invånare.

## Befolkningsutveckling
Antalet invånare i kommunen Saint-Maurice
| Referens: INSEE |